# خوسيه أفيرو
خوسيه أفيرو (بالإسبانية: José Raúl Aveiro)‏ مواليد 18 يوليو 1936 في أسونسيون، هو لاعب كرة قدم باراغواياني سابق كان يلعب في مركز الهجوم. سبق له أن لعب في كأس العالم لكرة القدم مع منتخب بلاده في مونديال 1958. لعب خلال مسيرته 121 مباراة سجل خلالها 23 هدفاً.

## المسيرة الاحترافية

### أندية لعب لها
- سبورتيفو لوكوينو
- نادي فالنسيا
- فالنسيا ميستايا
- نادي إلتشي
- نادي أونتينيينت
- نادي كونستانسيا[2][3][4]

## روابط خارجية
- خوسيه أفيرو على موقع الاتحاد الدولي (مؤرشف)  (الإنجليزية)
- خوسيه أفيرو على موقع عالم كرة القدم.نت (الإنجليزية)